# Grupo Palmares
O Grupo Palmares foi uma associação de ativismo político e cultural do movimento negro do Brasil, sediada em Porto Alegre e ativa de 1971 a 1978.
O Palmares foi fundado em 20 de julho de 1971 na cidade de Porto Alegre, capital do Rio Grande do Sul, por Antônio Carlos Cortes, Ilmo da Silva, Vilmar Nunes, Oliveira Silveira e outros colaboradores. Oliveira Silveira foi a grande liderança do grupo e o único que permaneceu até o seu fim. Vinham com influências do Teatro Experimental do Negro, do movimento francês Négritude, do pan-africanismo e do movimento negro dos Estados Unidos. Em seus estatutos ficava declarado seu objetivo de "promover estudos sobre história, artes e outros aspectos culturais, particularmente em relação ao negro e ao mestiço de origem negra".

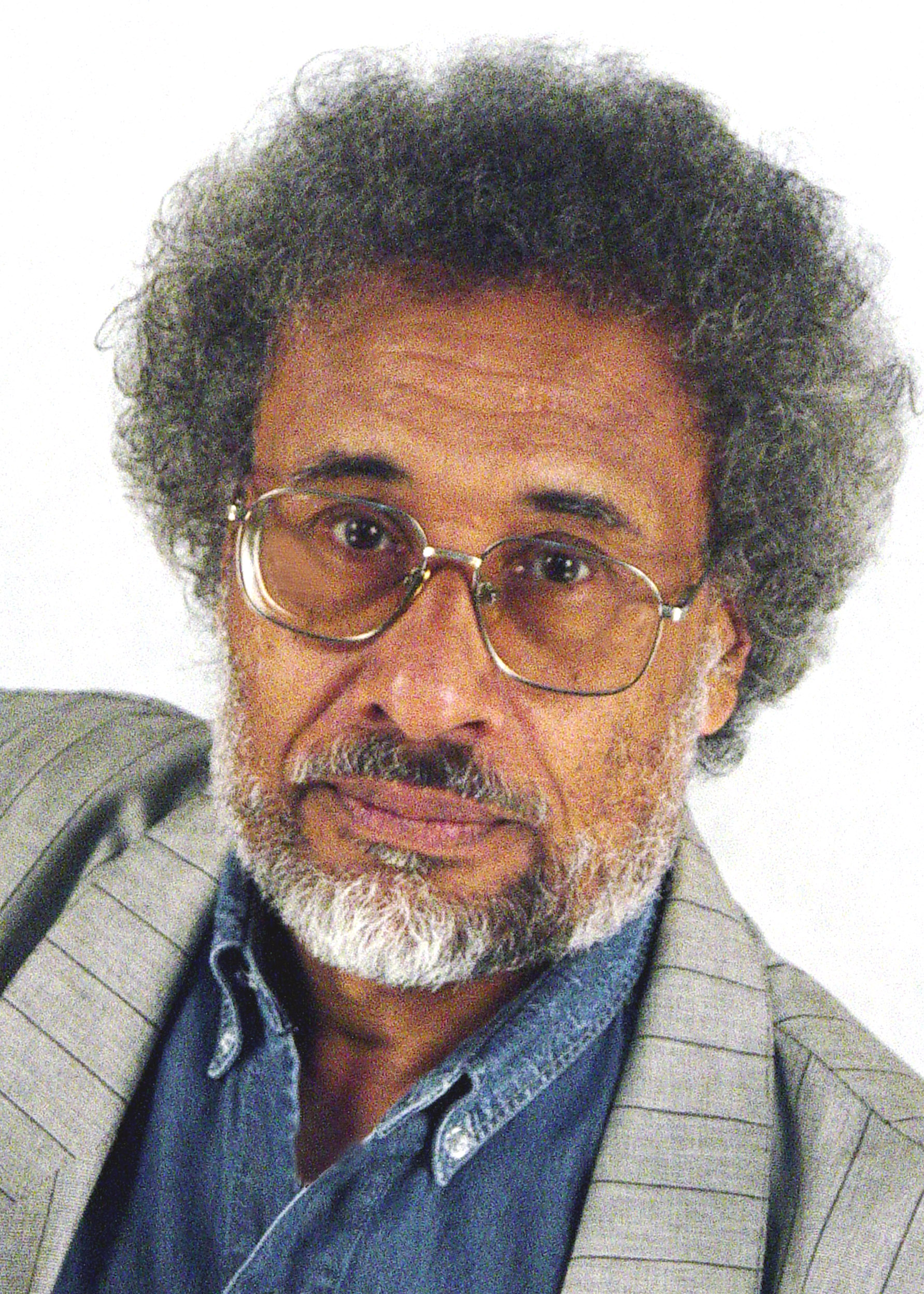
Oliveira Silveira, liderança do Grupo Palmares

Contudo, o ambiente político da época não era favorável ao ativismo. Estava-se em plena ditadura militar, impondo a repressão de movimentos sociais e restringindo a liberdade de expressão, e isso desencadeou temores entre alguns membros de que se fossem feitos registros escritos das atividades do grupo, eles poderiam ser usados para justificar sua dissolução pelas autoridades, o que levou à rejeição dos estatutos e a uma preferência por comunicações orais.
Não havia uma sede própria e as reuniões foram realizadas em diversos locais. Sua primeira manifestação pública ocorreu em 21 de agosto, um ato cívico na Sociedade Floresta Aurora comemorando dos 89 anos da morte do abolicionista Luiz Gama. Os jornais Correio do Povo e Folha da Tarde deram seu apoio e uma pesquisa sobre Luiz Gama elaborada por membros do grupo foi publicada no Correio. Em 20 de novembro foi comemorado o primeiro Dia do Negro (depois rebatizado Dia da Consciência Negra), com recitação de poesia e apresentação de um estudo sobre o Quilombo dos Palmares, seguidas de debates, com o objetivo de contestar as representações tradicionais e alienadas sobre o dia 13 de maio, data da abolição da escravatura, ressignificada mais tarde como Dia Nacional de Denúncia contra o Racismo.
Em 1972 ingressaram as primeiras mulheres, Helena Machado, Anita Abad e Nara Helena Soares, e outras as seguiriam mais tarde. Helena Machado logo se tornaria uma das principais lideranças e coordenadora oficial do grupo. As mulheres deram uma contribuição fundamental para as atividades do Palmares, organizando ações culturais e usando poesia, música, dança, capoeira e religião para a conscientização política e preparação para o ativismo antirracista.
Ainda em 1972 foi publicado um manifesto no jornal Zero Hora, denunciando o processo de aculturação forçada que o negro havia sofrido, defendendo a conscientização da comunidade negra para que assumisse sua missão de lutar contra o racismo e a discriminação, e identificando como impedimentos para este objetivo a educação pobre e a apatia da comunidade. O manifesto desencadeou repercussões em outros locais e foi republicado pelo Jornal do Brasil. Reuniões para debates e comemorações de datas importantes continuavam acontecendo, principalmente nos clubes Floresta Aurora e Marcílio Dias, e suas atividades eram regularmente cobertas pela imprensa, que se tornava um dos principais instrumentos do grupo para divulgação de seus ideais.
O reconhecimento público crescia, e passavam a ser desenvolvidas outras atividades, como exposições de arte, espetáculos teatrais e musicais, formou-se uma biblioteca e se estabeleceram contatos com outras entidades e grupos, culturais e religiosos, para troca de informações e experiências. Em 1974 outro manifesto foi publicado pelo Jornal do Brasil, onde defendia a formação de um movimento para a revisão da historiografia sobre o negro, o que aumentou a visibilidade do grupo em âmbito nacional e possibilitou a criação de laços com grupos ativistas do centro do país. Ao mesmo tempo recusava reconhecer o dia 13 de maio como data magna do negro brasileiro, propondo como alternativa o 20 de novembro, data da morte do líder quilombola Zumbi dos Palmares. Essa postura foi rapidamente adotada por outros grupos ativistas no Rio Grande do Sul, Rio de Janeiro e São Paulo.
Em 1976 o Palmares foi procurado pelo Instituo de Pesquisa das Culturas Negras do Rio de Janeiro, a fim de criar um canal de comunicação entre ambos. Vários estudiosos e escritores passaram a colaborar, o que levou à criação de "Semanas do Negro" em Campinas, São Paulo e Rio, com a participação de vários grupos, como o Teatro Evolução, o Centro de Cultura e Arte Negra, o Grupo André Rebouças e a Sociedade de Intercâmbio Brasil-África. Ainda em 1976 o Palmares publicou o opúsculo Mini-história do Negro Brasileiro, onde era declarado que a história do negro no Brasil havia sido deturpada pela historiografia oficial e necessitava ser recontada.

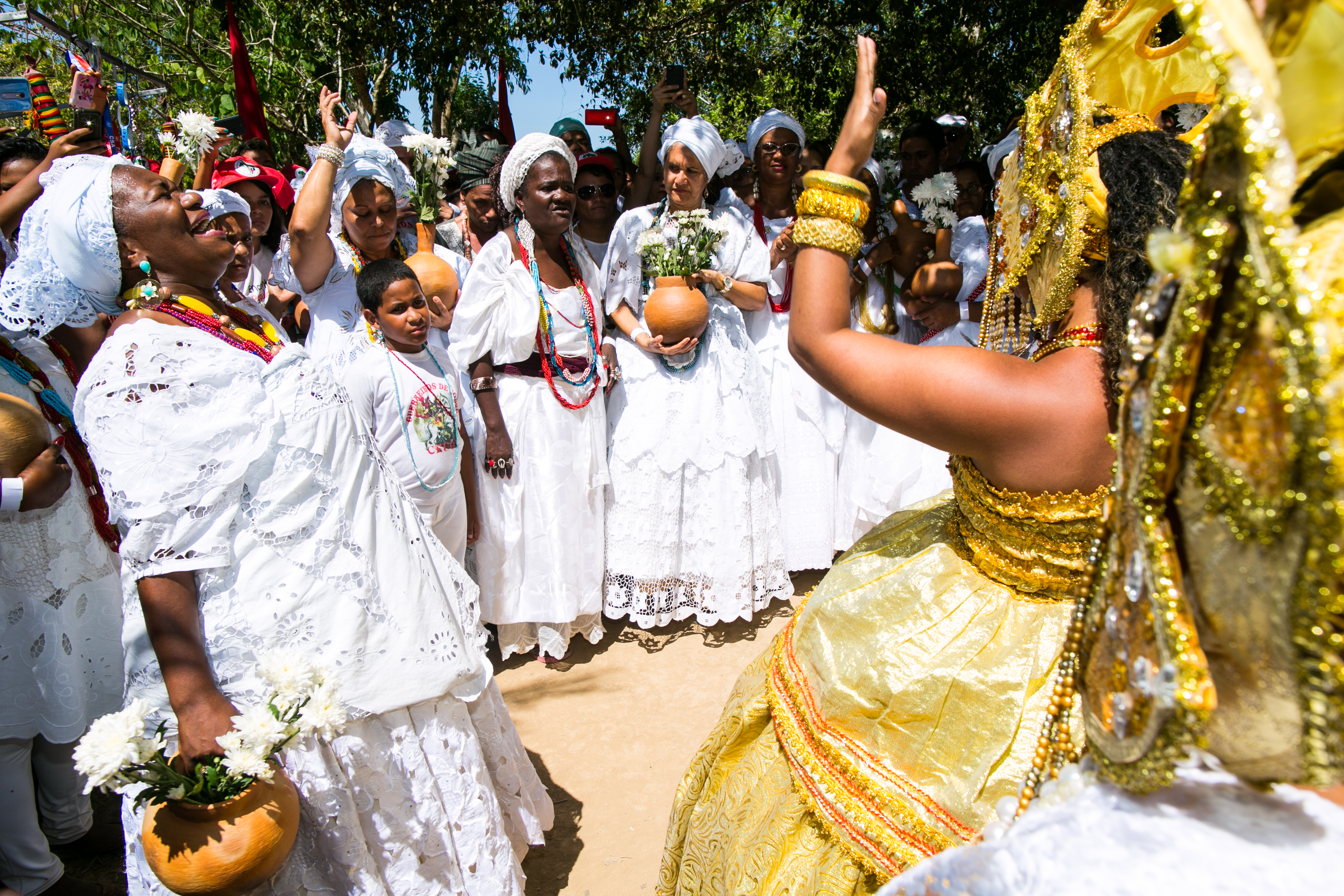
Comemorações do Dia da Consciência Negra no local onde se localizava o Quilombo dos Palmares.

O intercâmbio entre o Palmares e grupos em diferentes estados levou à articulação da ideia de formação de um movimento negro de caráter nacional. Como resultado dessa mobilização, em 18 de junho de 1978 foi fundado o Movimento Negro Unificado (MNU), em São Paulo. Numa assembleia nacional realizada em novembro na Bahia, o MNU aprovou a proposta do Grupo Palmares de transformar o 20 de novembro em Dia Nacional da Consciência Negra. Nesta altura, porém, o Palmares já havia deixado de existir, tendo se dissolvido em 8 de agosto a fim de concentrar os esforços de seus membros na publicação de um periódico independente, a Revista Tição, que havia sido lançada em março.
Mesmo procurando inspiração em movimentos estrangeiros, era uma preocupação do grupo fincar firmemente o pé na realidade brasileira, enfatizando a necessidade de conhecerem os autores negros que marcaram a história nacional e desenvolver suas ideias a partir das experiências que eles traziam. O Palmares nunca buscou um confronto direto com a estrutura social, institucional e legal vigente, mas procurou criar espaços e alternativas de ação e mobilização principalmente através do campo discursivo, o que não teria sido possível sem o apoio da grande imprensa. As atividades do grupo eram monitoradas pelas autoridades militares, mas passou-lhes despercebido o significado político desse discurso e o que ele continha de contestação à historiografia oficial, ao pensamento eurocêntrico das elites e à ficção da democracia racial apregoada pelo governo.  O sucesso da sua mobilização tornou-se uma referência para os grupos negros surgidos a partir de então. Em 2011 o Dia Nacional da Consciência Negra foi oficializado pelo Congresso através da Lei 12.519.
Para Elenior Marques, "pode-se inserir o Grupo Palmares na esteira de um movimento amplo que foi se consolidando ao longo do século XX nos segmentos mais escolarizados da população negra. Nesta linha desenvolveu percepções da negritude como forma de luta e resistência". Segundo Deivison Campos, o Palmares foi um catalisador dos anseios e demandas da comunidade negra de Porto Alegre, que desde a década de 1960 vinha sendo expulsa de seus bairros tradicionais e empurrada para as periferias. "Com a ausência desse espaço geográfico, sobrou o simbólico. [...]  Os elementos simbólicos tiveram que ser reelaborados e a partir deles foram buscadas outras referências para se construir novos parâmetros de identidade. O processo de ressignificação se deu através da proposta de revisão histórica e da tradução de influências vindas da 'diáspora negra', onde a memória da África surgia mitificada e passava a ser um componente central em uma reorganização da ideologia do movimento negro. Possibilitou a formação de uma nova identidade coletiva baseada na etnia e em raízes históricas e culturais que haviam sido cortadas e apagadas no processo de integração forçada do negro na sociedade dominante branca. De acordo com Leslie Chaves, o Grupo Palmares é considerado "um dos marcos da constituição dos movimentos sociais negros modernos e do processo de reorganização dessas mobilizações depois do Golpe Militar no Brasil".